# Denticule (architecture)
Ne doit pas être confondu avec Denticule (biologie).

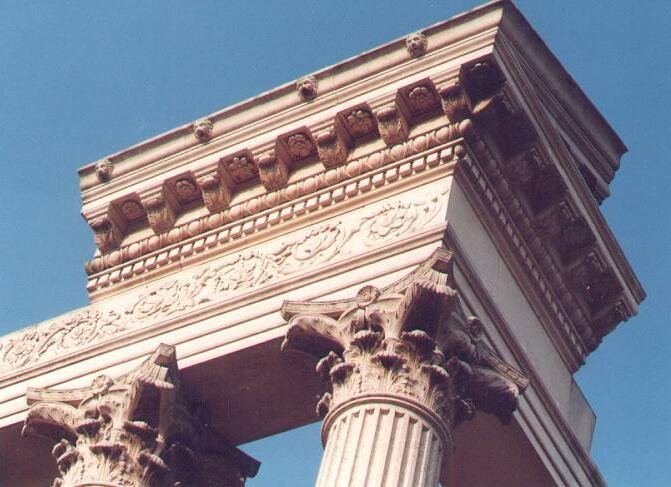
Rangée de denticules entre la frise et le cymatium de la reconstruction du temple de Xanten.

Le denticule est un motif ornemental très utilisé dans l'architecture grecque classique, l'architecture romaine et l'architecture néoclassique. Les denticules sont formés de découpures rectangulaires pratiquées sur un large listel. Ils sont destinés à rompre les traits de lumière horizontale d’une moulure d’entablement et à projeter des ombres découpées en dessous de la saillie produite par la corniche des entablements d’ordre ionique ou corinthien. D’ordinaire ils sont de hauteur double de leur largeur et séparés les uns des autres par un vide ou métatome d’une largeur égale à la moitié du denticule.